# Liste de personnalités politiques wallonnes
Cette liste reprend des personnalités politiques d'origine wallonne.

## Principales figures wallonnes
(avril 2020).
- Jules Bara
- Maurice Bologne
- François Bovesse
- Philippe Busquin
- Robert Collignon
- André Cools
- Michel Daerden
- Léon Degrelle
- Fernand Dehousse
- Jean-Maurice Dehousse
- Jules Destrée
- Elio Di Rupo
- Jean Duvieusart
- André Flahaut
- Walthère Frère-Orban
- Jean Gol
- José Happart
- Julien Lahaut
- Pierre Harmel
- Edmond Leburton
- Anne-Marie Lizin
- Jean-Claude Marcourt
- Fernand Massart
- Joseph Merlot
- Marcel Neven
- Paul Pastur
- François Perin
- Hubert Pierlot
- André Renard
- Jean Rey
- Guy Spitaels
- Anne-Josèphe Terwagne, dite  Théroigne de Méricourt
- Freddy Terwagne
- Georges Theunis
- Marcel Thiry
- Léon Troclet
- Léon-Eli Troclet
- Georges Truffaut
- Robert Urbain
- Jean-Claude Van Cauwenberghe
- Jacques Yerna
- Marie-Martine Schyns